# Гуляево (Удмуртия)
Гуля́ево — деревня в Вавожском районе Удмуртии, входит в муниципальное образование «Водзимоньинское». В деревне находится затопляемый пантонный мост через реку Вала, что является наиболее важным транспортным объектом в регионе.
Урбанонимы:
- улицы — Дачная, Лесная

## Население
| 2010 | 2012 |
| ---- | ---- |
| 90   | ↘89  |